# Andija
Andija je bila konkubina Artakserksa I. (vladao od 465. do 424. pr. Kr.), vladara Perzijskog Carstva. Rodila mu je sina Bogapaeja i kćer Parisatidu, koja se prema antičkim izvorima udala za polubrata Darija II. (sina konkubine Kosmartidene). Osim s Andijom, Artakserkso I. je imao djecu i s babilonskim konkubinama Kosmartidenom i Aloginom, te legitimnom ženom Damaspijom

## Poveznice
- Artakserkso I.
- Parisatida
- Ahemenidsko Perzijsko Carstvo

## Vanjske poveznice
- [neaktivna poveznica]